# Mezőszentgyörgy
Mezőszentgyörgy ist eine ungarische Gemeinde im Kreis Enying im Komitat Fejér.

## Geografische Lage
Mezőszentgyörgy liegt 29,5 Kilometer südöstlich des Komitatssitzes Veszprém, 8 Kilometer nordöstlich der Kreisstadt Enying und 8 Kilometer östlich des Balaton. Nachbargemeinden sind Lepsény, Polgárdi, Kisláng und Mátyásdomb.

## Geschichte
Im Jahr 1913 gab es in der damaligen Kleingemeinde 243 Häuser und 1207 Einwohner auf einer Fläche von 3447 Katastraljochen. Sie gehörte zu dieser Zeit zum Bezirk Enying im Komitat Veszprém.

## Gemeindepartnerschaft
- Ciucsângeorgiu, Rumänien

## Söhne und Töchter der Gemeinde
- Károly Eötvös (1842–1916), Politiker, Rechtsanwalt und Schriftsteller

## Sehenswürdigkeiten
- Befreiungsdenkmal (Felszabadulási emlékmű)
- Károly-Eötvös-Bücherei und Gedenkhaus (Eötvös Károly Könyvtár és Emlékház)
- Reformierte Kirche, erbaut 1795 im spätbarocken Stil
- Römisch-katholische Kirche Szent Kereszt felmagasztalása
- Weltkriegsdenkmal (I. világháborús emlék)

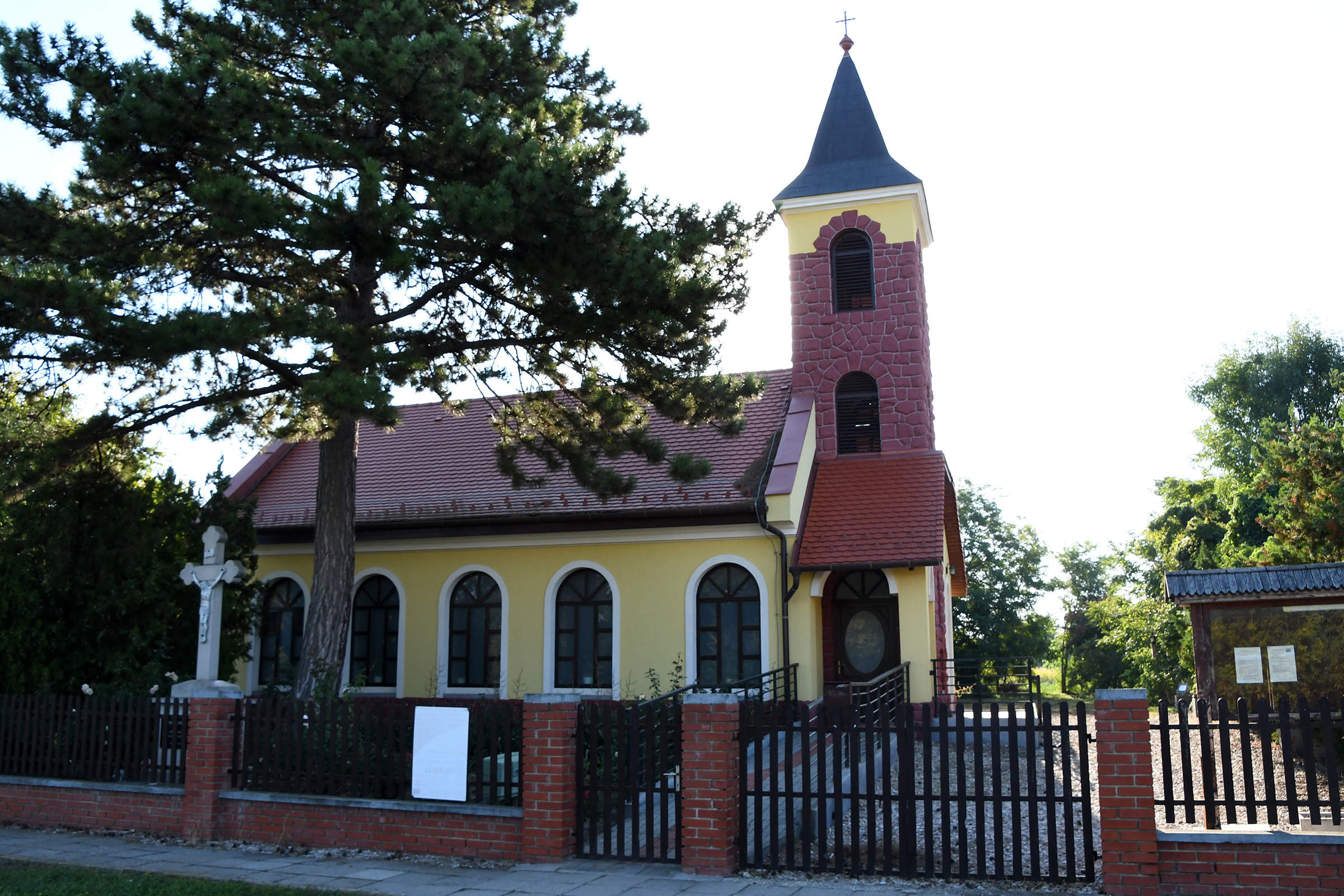
Römisch-katholische Kirche Szent Kereszt felmagasztalása
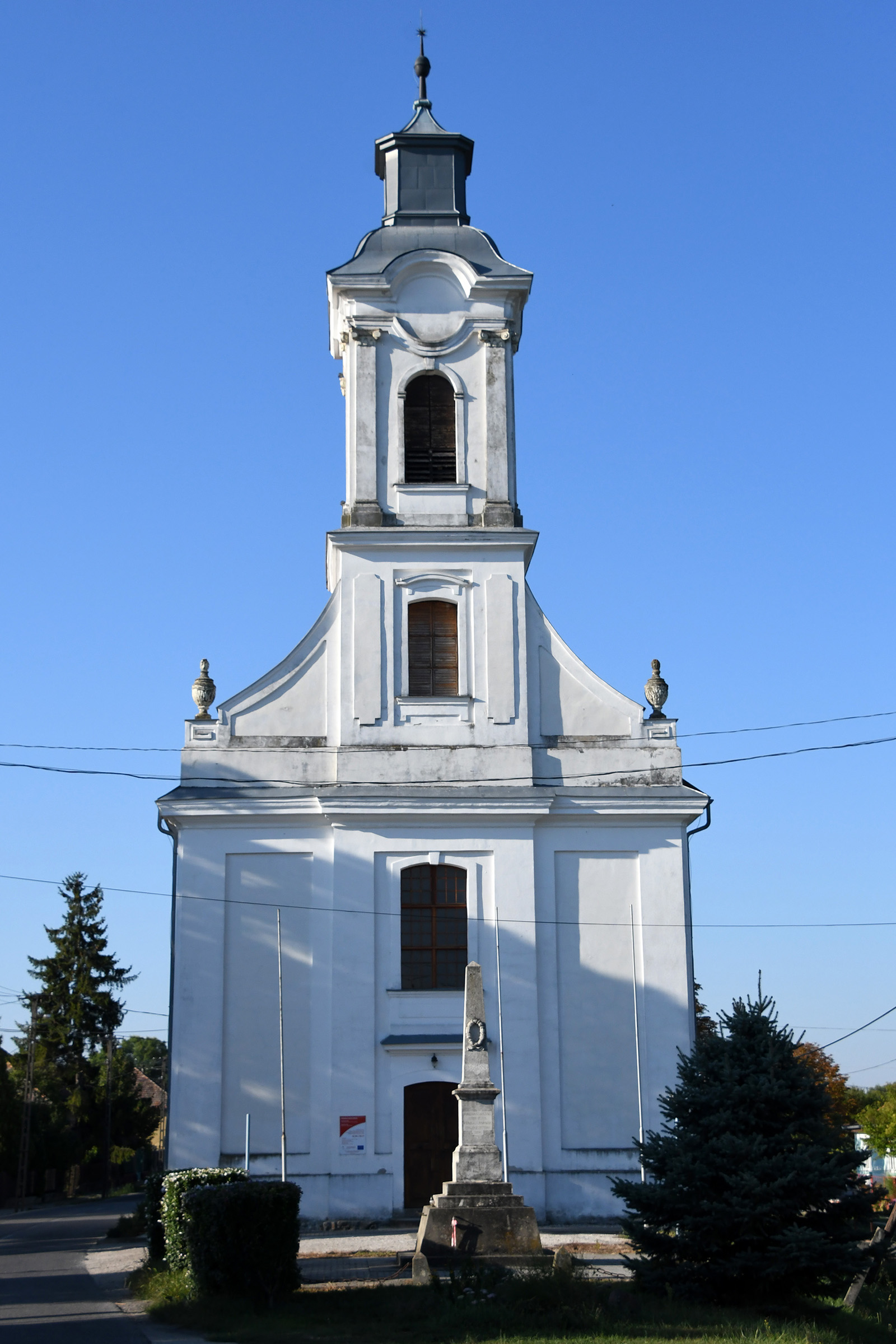
Reformierte Kirche
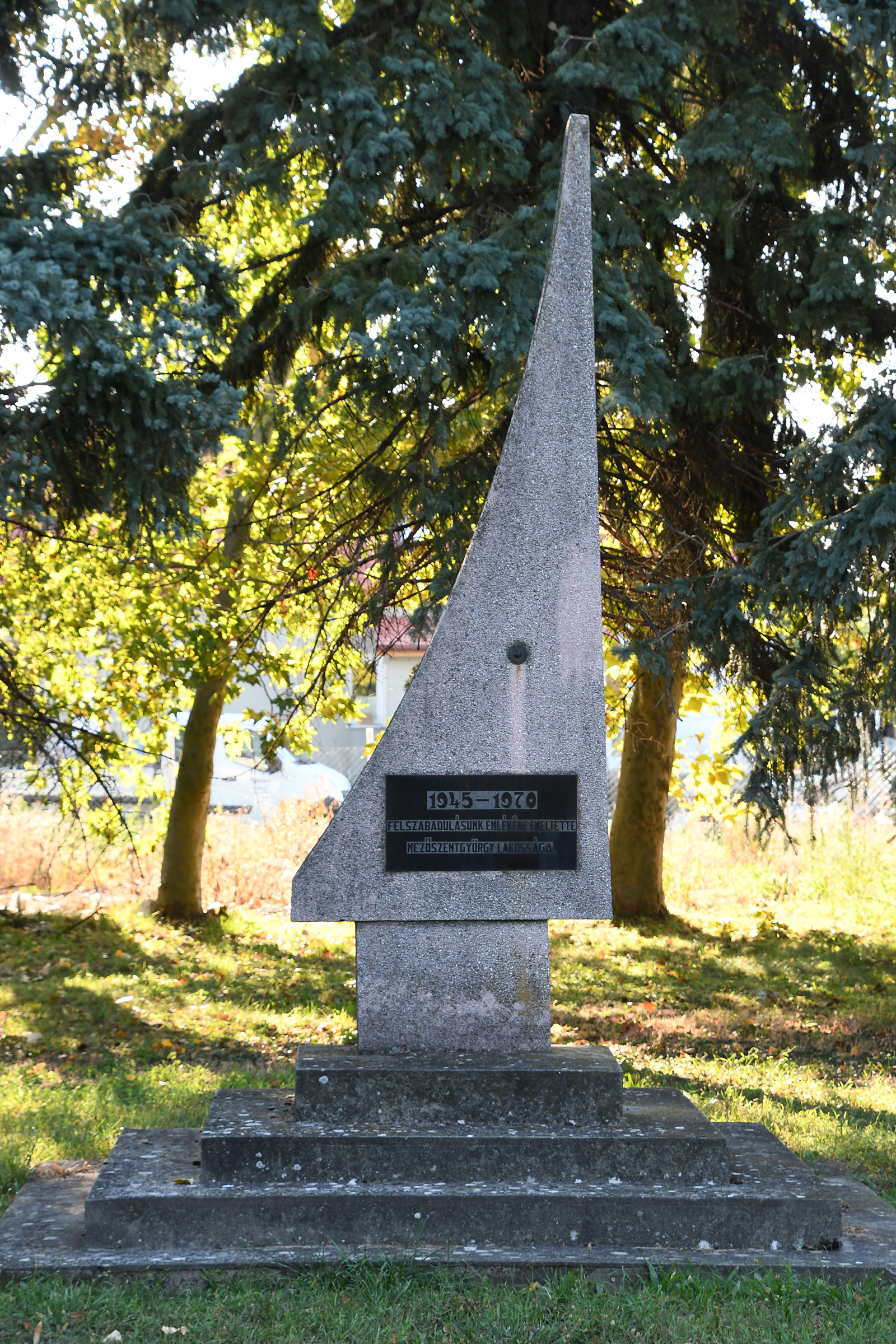
Befreiungsdenkmal
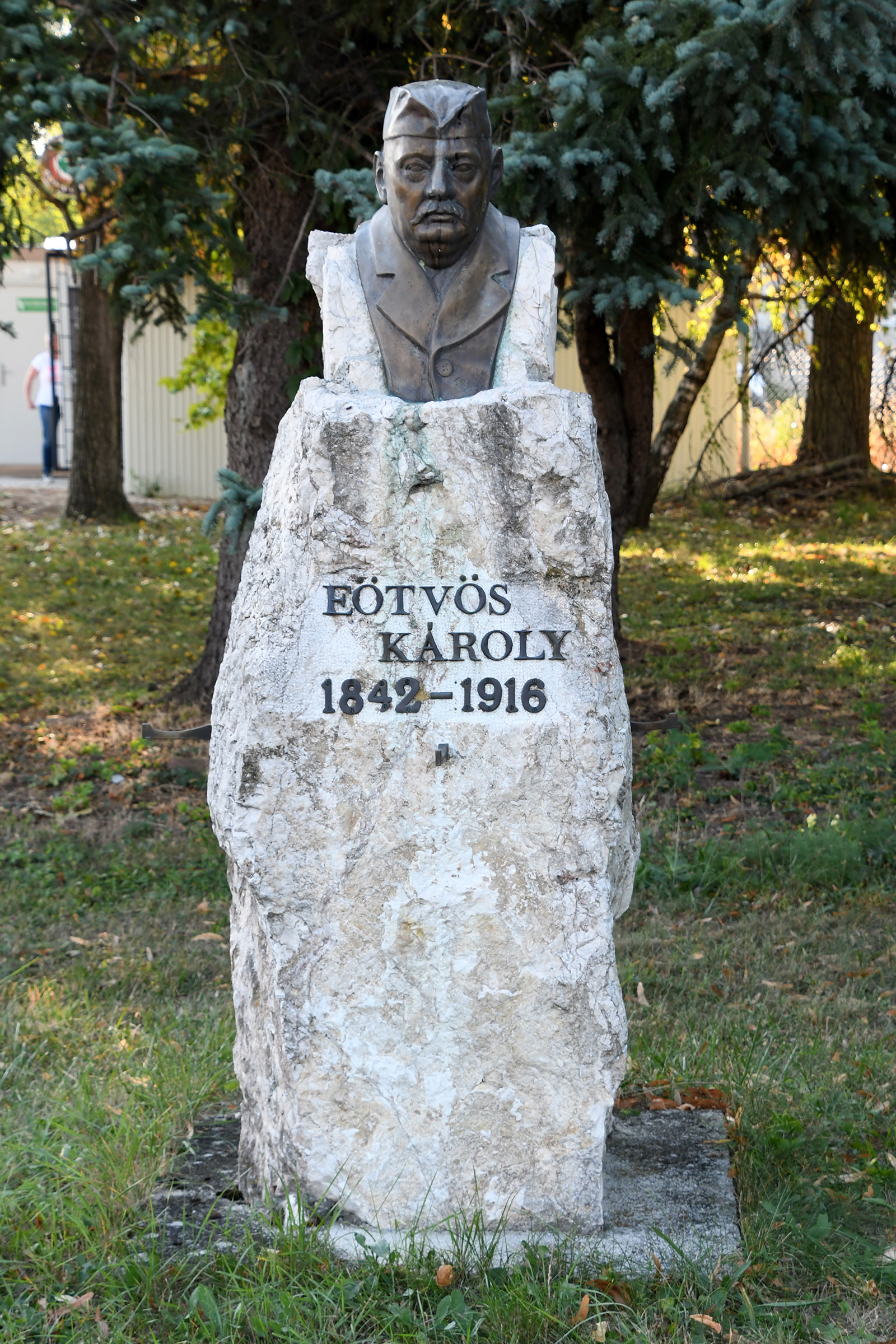
Károly-Eötvös-Denkmal

## Verkehr
Durch Mezőszentgyörgy verläuft die Nebenstraße Nr. 63105. Es bestehen Busverbindungen über Lepsény nach Enying sowie über Polgárdi nach Székesfehérvár. Der nächstgelegene Bahnhof  befindet sich in Lepsény.